# Maxine Reiner

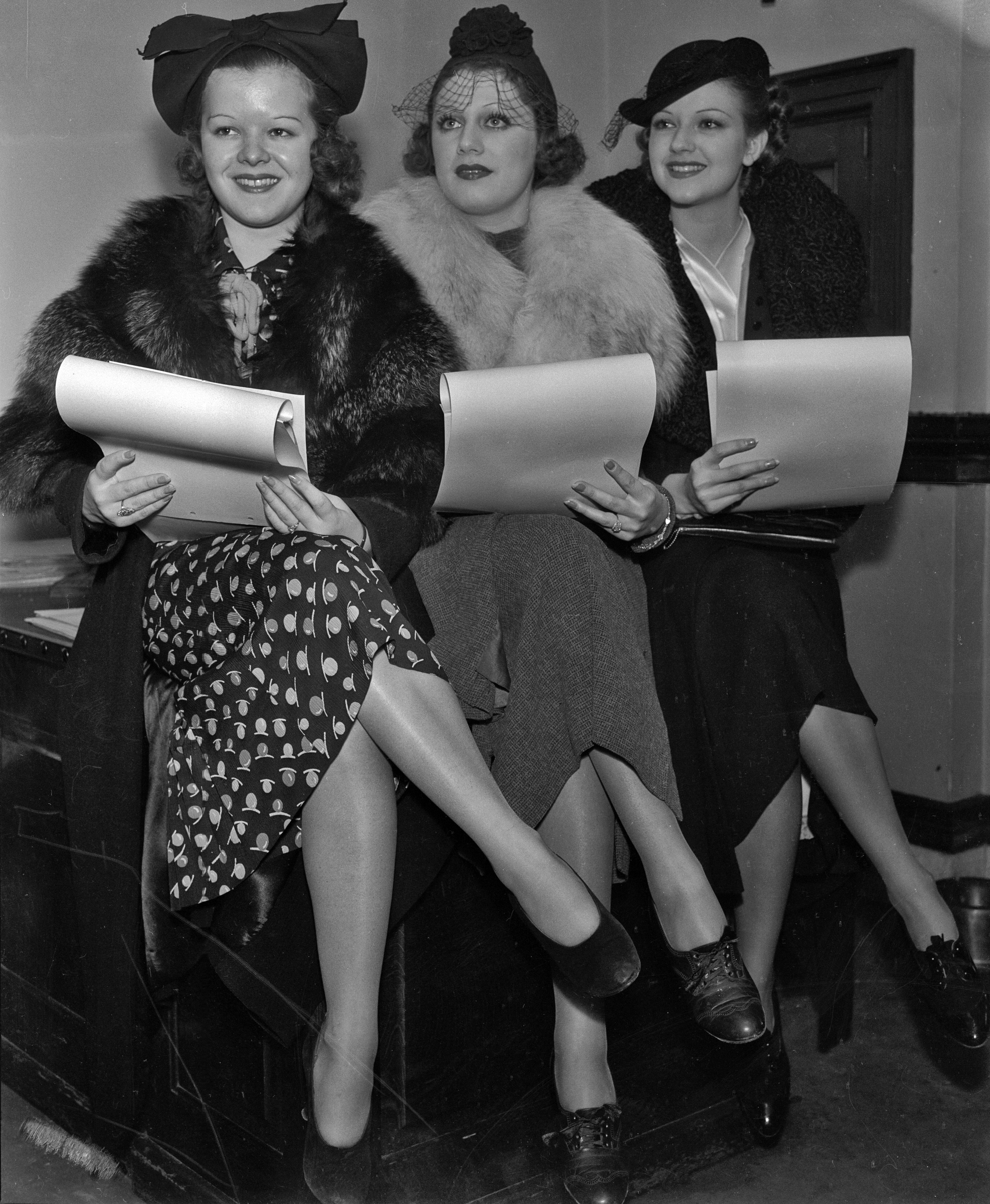
Maxine Reiner (Mitte) mit Dixie Dunbar und Helen Wood (1935)

Maxine Reiner (geboren am 16. März 1916 in Tamaqua, Pennsylvania, Vereinigte Staaten; gestorben am 19. Juni 2003 in Los Angeles, Kalifornien, ebenda) war eine amerikanische Schauspielerin. Sie war eher für ihre Eheprobleme außerhalb des Films bekannt als für ihre Filmauftritte.

## Leben
Maxine Frances Reiner stammte aus Philadelphia, Pennsylvania, die Tochter von Bernard Reiner und Ida Eisenberg Reiner. Ihre Familie war jüdisch. Ihr Vater besaß eine Kette von Damenfachgeschäften und sein Vater war Juwelier. Sie besuchte eine Schule für Rhetorik und Schauspielkunst in Philadelphia und spielte dort in Theaterstücken mit.
Reiner heiratete 1935 einen Freund ihrer Eltern, den Geschäftsmann Joseph I. Myerson. Sie ließen sich 1936 in einem umstrittenen Prozess scheiden, der Schlagzeilen machte. „Sie sagte, sie verdiene mehr Geld als ich und brauche mich nicht“, sagte Myerson der Los Angeles Times. Ihr zweiter Mann war der Filmproduzent Harry Eliot Sokolov. Sie heirateten 1937, hatten einen Sohn, Thomas, der 1943 geboren wurde, und lebten in Beverly Hills mit ihrer Mutter und ihrer jüngeren Schwester; sie ließen sich 1950 scheiden. 1951 wurde sie in Klatschspalten mit dem Schriftsteller Max Rubinstein in Verbindung gebracht. Ihr dritter Mann war Frank M. Grossman; sie waren in den 1950er Jahren kurz verheiratet. Reiner starb 2003 im Alter von 87 Jahren in Los Angeles. Ihr Sohn, Thomas R. Sokolov, ist Richter am Los Angeles County Superior Court. Ihre jüngere Schwester war die Kochbuchautorin Naomi Shuwarger.

## Karriere
Reiner modelte als junge Frau für Werbung und Badeanzüge. Nach der High School zog sie mit ihrer Mutter und ihrer Schwester nach Los Angeles, um eine Karriere im Filmgeschäft anzustreben. Bald stand sie bei Paramount Pictures unter Vertrag und später bei Universal Pictures. Bei Paramount wurde sie zusammen mit Dixie Dunbar und Helen Wood engagiert. Ihr erster Film war Das Tal des Todes (Wanderer of the Wasteland). Sie hatte auch Rollen in Charlie Chan im Zirkus, Sins of Man  und The Girl on the Front Page und kleinere, nicht näher bezeichnete Rollen in It Had to Happen und Flying Hostess.